# Xeros Potamos
Xeros Potamos este o arie protejată (arie specială de conservare — SAC, sit de importanță comunitară — SCI, arie de protecție specială avifaunistică — SPA) din Cipru întinsă pe o suprafață de 4.110,82 ha, integral pe uscat.

## Localizare
Centrul sitului Xeros Potamos este situat la coordonatele 34°47′34″N 32°36′41″E / 34.7928°N 32.6114°E.

## Înființare
Situl Xeros Potamos a fost declarat sit de importanță comunitară în mai 2004 pentru a proteja 165 de specii de animale. Alte tipuri de protecție:
- arie de protecție specială avifaunistică (în decembrie 2005)
- arie specială de conservare (în mai 2011)[1][2][3]

## Biodiversitate
Situată în ecoregiunea mediteraneană, aria protejată conține 10 habitate naturale: Lacuri eutrofice naturale cu vegetație de tip Magnopotamion sau Hydrocharition, Tufărișuri termo-mediteraneene și de pre-deșert, Sarcopoterium spinosum phryganas, Pseudostepă cu ierburi și specii anuale de Thero-Brachypodietea, Pajiști umede mediteraneene cu ierburi înalte de Molinio-Holoschoenion, Galerii de Salix alba și de Populus alba, Păduri de Platanus orientalis și Liquidambar orientalis (Platanion orientalis), Galerii și tufărișuri riverane sudice (Nerio-Tamaricetea și Securinegion tinctoriae), Păduri de Olea și Ceratonia, Păduri de pin mediteraneene cu pini mezogeni endemici.
La baza desemnării sitului se află mai multe specii protejate:
- păsări (157): uliu porumbar (Accipiter gentilis), uliu păsărar (Accipiter nisus), privighetoare-de-baltă (Acrocephalus melanopogon), lăcar-de-rogoz (Acrocephalus schoenobaenus), lăcar-de-lac (Acrocephalus scirpaceus), fluierar de munte (Actitis hypoleucos), ciocârlie-de-câmp (Alauda arvensis), pescăruș albastru (Alcedo atthis), rață sulițar (Anas acuta), rață pitică (Anas crecca), rață mare (Anas platyrhynchos), fâsă-de-câmp (Anthus campestris), fâsă roșiatică (Anthus cervinus), fâsă de pădure (Anthus spinoletta), fâsă de pădure (Anthus trivialis), lăstunul mare (Apus apus), Aquila fasciata, acvilă de câmp (Aquila heliaca), egretă mare (Ardea alba), stârc cenușiu (Ardea cinerea), stârc roșu (Ardea purpurea), stârc galben (Ardeola ralloides), ciuf de câmp (Asio flammeus), rață-cu-cap-castaniu (Aythya ferina), rața moțată (Aythya fuligula), buhai de baltă (Botaurus stellaris), Bubulcus ibis, pasărea ogorului (Burhinus oedicnemus), șorecar mare (Buteo rufinus), ciocârlie-cu-degete-scurte (Calandrella brachydactyla), fugaci de țărm (Calidris alpina), fugaci roșcat (Calidris ferruginea), Calidris maritima, bătăuș (Calidris pugnax), fugaci pitic (Calidris temminckii), caprimulg (Caprimulgus europaeus), rândunică roșcată (Cecropis daurica),  prundaș gulerat mic (Charadrius dubius), prundaș gulerat mare (Charadrius hiaticula), chirichița cu obraz alb (Chlidonias hybrida), barză albă (Ciconia ciconia), șerpar (Circaetus gallicus), erete de stuf (Circus aeruginosus), erete vânăt (Circus cyaneus), erete alb (Circus macrourus), erete cenușiu (Circus pygargus), Clamator glandarius, botgros (Coccothraustes coccothraustes), porumbel de scorbură (Columba oenas), dumbrăveancă (Coracias garrulus), prepeliță (Coturnix coturnix), cristeiul de câmp (Crex crex), cuc (Cuculus canorus), gușă vânătă (Cyanecula svecica), lăstun de casă (Delichon urbicum), egretă mică (Egretta garzetta), Emberiza caesia, presură sură (Emberiza calandra), presură de grădină (Emberiza hortulana), Emberiza melanocephala, șoim de iarnă (Falco columbarius), Falco eleonorae, șoim călător (Falco peregrinus), șoimul rândunelelor (Falco subbuteo), vânturel de seară (Falco vespertinus), muscar-gulerat (Ficedula albicollis), lișiță (Fulica atra), becațină comună (Gallinago gallinago), Gallinago media, găinușă de baltă (Gallinula chloropus), ciovlica roșcată (Glareola pratincola), cocor (Grus grus), vulturul pleșuv sur (Gyps fulvus), acvilă pitică (Hieraaetus pennatus), piciorong (Himantopus himantopus), Hydrocoloeus minutus, Iduna pallida, stârc pitic (Ixobrychus minutus), capîntortură (Jynx torquilla), sfrâncioc roșiatic (Lanius collurio), sfrânciocul cu frunte neagră (Lanius minor), Lanius nubicus, pescăruș argintiu (Larus cachinnans), pescăruș negricios (Larus fuscus), Larus genei, pescăruș-cu-cap-negru (Larus melanocephalus), pescăruș râzător (Larus ridibundus), sitar de mâl (Limosa limosa), ciocârlie de pădure (Lullula arborea), privighetoare (Luscinia megarhynchos), becațină mică (Lymnocryptes minimus), rață fluierătoare (Mareca penelope), prigoare (Merops apiaster), cormoran mic (Microcarbo pygmaeus), gaia neagră (Milvus migrans), mierlă albastră (Monticola solitarius), codobatură galbenă (Motacilla alba), codobatură de munte (Motacilla cinerea), codobatura galbenă (Motacilla flava), rață cu ciuf (Netta rufina), culic mare (Numenius arquata), stârc de noapte (Nycticorax nycticorax), Oenanthe cypriaca, Oenanthe isabellina, pietrar sur (Oenanthe oenanthe), vultur pescar (Pandion haliaetus), vrabie negricioasă (Passer hispaniolensis), vrabie de câmp (Passer montanus), pelican mare alb (Pelecanus onocrotalus), Periparus ater cypriotes, viespar (Pernis apivorus), cormoran mare (Phalacrocorax carbo), codroș de munte (Phoenicurus ochruros), codroșul de pădure (Phoenicurus phoenicurus), pitulice de munte (Phylloscopus bonelli), pitulice-fluierătoare (Phylloscopus trochilus), lopătar (Platalea leucorodia), țigănuș (Plegadis falcinellus), ploier auriu (Pluvialis apricaria), corcodel mare (Podiceps cristatus), corcodel-cu-gât-negru (Podiceps nigricollis), brumăriță de pădure (Prunella modularis), Puffinus puffinus, cristei de baltă (Rallus aquaticus), ciocântors (Recurvirostra avosetta), lăstun de mal (Riparia riparia), mărăcinar (Saxicola rubetra), mărăcinar negru (Saxicola torquatus), Spatula clypeata, rață cârâitoare (Spatula querquedula), scatiu (Spinus spinus), chiră de baltă (Sterna hirundo), Sterna paradisaea, chiră mică (Sternula albifrons), turturică (Streptopelia turtur), silvie cu cap negru (Sylvia atricapilla), silvie de zăvoi (Sylvia borin), silvie de câmp (Sylvia communis), silvie-mică (Sylvia curruca), silvie mediteraneană (Sylvia melanocephala), Sylvia melanothorax, silvie porumbacă (Sylvia nisoria), Tachymarptis melba, fluierar negru (Tringa erythropus), fluierar de mlaștină (Tringa glareola), fluierar cu picioare verzi (Tringa nebularia), fluierarul de zăvoi (Tringa ochropus), fluierar de lac (Tringa stagnatilis), fluierarul cu picioare roșii (Tringa totanus), mierlă (Turdus merula), sturz-cântător (Turdus philomelos), sturz (Turdus pilaris), sturzul de vâsc (Turdus viscivorus), nagâț sudic (Vanellus spinosus), nagâț (Vanellus vanellus), Zapornia parva, Zapornia pusilla
- mamifere (6): liliac cu aripi lungi (Miniopterus schreibersii), Ovis orientalis ophion, liliacul cu potcoavă a lui blasius (Rhinolophus blasii), liliacul mediteranean cu potcoavă (Rhinolophus euryale), liliacul mic cu potcoavă (Rhinolophus hipposideros), Rousettus aegyptiacus
- nevertebrate (2): Euplagia quadripunctaria, Propomacrus cypriacus

Pe lângă speciile protejate, pe teritoriul sitului au mai fost identificate 7 specii de plante, 10 specii de păsări, 3 specii de amfibieni, 5 specii de mamifere, 3 specii de nevertebrate, 6 specii de reptile.